# Municipio de Cleveland (condado de Stafford)
El municipio de Cleveland (en inglés: Cleveland Township) es un municipio ubicado en el condado de Stafford en el estado estadounidense de Kansas. En el año 2010 tenía una población de 51 habitantes y una densidad poblacional de 0,54 personas por km².

## Geografía
El municipio de Cleveland se encuentra ubicado en las coordenadas 38°2′25″N 98°51′13″O / 38.04028, -98.85361. Según la Oficina del Censo de los Estados Unidos, el municipio tiene una superficie total de 93.66 km², de la cual 93,62 km² corresponden a tierra firme y (0,04 %) 0,04 km² es agua.

## Demografía
Según el censo de 2010, había 51 personas residiendo en el municipio de Cleveland. La densidad de población era de 0,54 hab./km². De los 51 habitantes, el municipio de Cleveland estaba compuesto por el 96,08 % blancos, el 3,92 % eran de otras razas. Del total de la población el 3,92 % eran hispanos o latinos de cualquier raza.